# تونی هیلر
تونی هیلر (انگلیسی: Tony Hiller; ۳۰ ژوئیهٔ ۱۹۲۷ – ۲۶ اوت ۲۰۱۸) موسیقی‌دان اهل بریتانیا بود.